# Paspalum erectum
Paspalum erectum är en gräsart som beskrevs av Mary Agnes Chase. Paspalum erectum ingår i släktet tvillinghirser, och familjen gräs. Inga underarter finns listade i Catalogue of Life.